# زبان توصیف واسط
زبان توصیف واسط (به انگلیسی: interface description language) (زبان تعریف واسط (به انگلیسی: interface definition language)) که به اختصار IDL نامیده می‌شود یک زبانی است برای ذکر خصوصیات اجزای نرم‌افزار یک واسط. IDLها واسط‌ها را در یک زبان بی‌طرف تعریف می‌کند و اجازه می‌دهد پیکرپارهای نرم‌افزار که زبان مشترکی ندارند ارتباط برقرار کنند. به عنوان نمونه بین پیکرپارهایی که در زبان سی++ نوشته‌شده‌اند و پیکرپارهایی که در جاوا نوشته‌شده‌اند.
IDLها معمولاً در نرم‌افزار فراخوانی روند از دوردست (به انگلیسی: Remote procedure call) استفاده می‌شوند. در چنین مواردی، ماشین‌های انتهای یک «پیوند» (به انگلیسی: Link) ممکن است سیستم‌عامل و زبان رایانه‌ای متفاوتی داشته باشند. IDLها پلی بین دو سامانهٔ متفاوت ارائه می‌دهد.

## چند IDL
- وب IDL
- WSDL، زبان توصیف وب.
- Avro IDL - An IDL for the Apache Avro system.
- Etch (protocol) - Cisco's Etch Cross-platform Service Description Language
- IDL specification language, the original Interface Description Language.
- Microsoft Interface Definition Language - the Microsoft extension of OMG IDL to add support for DCOM
- کوربا - an IDL standardized by گروه مدیریت شی and implemented in کوربا for DCE/RPC services, also selected by the W3C for exposing the DOM of XML, HTML, and CSS documents.
- Open Service Interface Definitions
- پروتکل بافرز - گوگل's IDL
- Slice - The Specification Language for ICE.
- SWIG - Simplified Wrapper and Interface Generator
- Thrift - IDL from Apache. Originally developed by فیس‌بوک
- Universal Network Objects, اپن‌آفیس's component model
- XCB - Network protocol description language for سیستم پنجره ایکس.
- XPIDL - Mozilla's Cross-Platform IDL